# 60e régiment d'infanterie (France)
Pour les articles homonymes, voir 60e régiment.
Le 60e régiment d'infanterie (60e RI) est un régiment d'infanterie de l'Armée de terre française créé sous la Révolution à partir du Régiment Royal-La Marine, un régiment français d'Ancien Régime.
Pendant la Première Guerre mondiale il a été surnommé l’As de Cœur.

## Création et différentes dénominations
- Formé par Louis XIV pour servir sur les bateaux. Le Maréchal Bernadotte y a débuté en 1780. Le Général Monclar y fit la guerre 1914-1918.

La 14e division d’infanterie, dont les quatre régiments d'infanterie avaient obtenu la fourragère, fut appelée la « division des As », chacun d'eux ayant choisi pour signe distinctif un des as du jeu de cartes:  60e RI (Lons-le-Saunier) As de Cœur, 35e RI (Belfort) As de Trèfle, 42e RI (Belfort) As de Carreau, 44e RI (Besançon) As de Pique. Son régiment d'artillerie divisionnaire, quand il reçut à son tour la fourragère, choisit le joker.
Il est le régiment du Roi, appelé à l'époque, le Royal-Marine, utilisé par des unités spécialisées comme les fusiliers marins.
- 24 décembre 1669 : Création sous le nom Royal-Marine. « Les coups de mousquets ne nous arrêteront point. » 1676.
- 1791 : 60e régiment d’infanterie de ligne.
- 1795 : Amalgamé il prend le nom de 60e demi-brigade de première formation constituée avec le 2e bataillon du 30e régiment d'infanterie (ci-devant Perche), le 8e bataillon de volontaires de la Côte-d'Or, le 12e bataillon de volontaires de la formation d'Angers).
- 1er germinal an IV (21 mars 1796) : Reformé en tant que 60e demi-brigade de deuxième formation constituée à partir de la demi-brigade des Côtes-du-Nord (1er bataillon de volontaires des Côtes-du-Nord et 9e bataillon de volontaires de la Meurthe), d'une partie du 4e bataillon de volontaires du Pas-de-Calais et du 4e bataillon des Réserves
- 1803 (1er vendémiaire an XII) : prend le nom de 60e régiment d'infanterie de ligne
- 1814 : devient le 56e régiment d’infanterie de ligne à la première Restauration.
- 1815 : reprend le nom de 60e régiment d'infanterie de ligne pendant les Cent-Jours :
- 16 juillet 1815 : Comme l'ensemble de l'armée napoléonienne, il est licencié à la Seconde Restauration.
- 11 août 1815 : création de la Légion de l'Yonne.
- 1820 : la légion de l'Yonne est amalgamée et renommée 60e régiment d'infanterie de ligne.
- 1887 : renommé 60e régiment d'infanterie.
- 1914 : À la mobilisation, il donne naissance au  260e régiment d’infanterie
- 1923 : Dissous.
- 1930 : Création du 60e régiment d’infanterie.
- 1940 : Dissous.
- 1944 : Création du 60e régiment d’infanterie.
- 1946 : Dissous.
- 1954 : Création du 60e régiment d’infanterie.
- 1962 : Dissous.
- 1964 : Création du 60e régiment d’infanterie
- 1984 : Dissolution

## Colonels et chefs de brigade
- 10 mars 1734 - 1745 : Colonel-lieutenant Guy Louis de Durfort, chevalier de Lorges
- 1789 : colonel marquis de Merle d'Ambert ;
- 1791 : colonel Henri François Maurille de Boulard (*) ;
- 1796 : chef de brigade Armand Nicolas Wouillemont de Vivier (*) ;
- 1800 : chef de brigade Étienne Bernard Cossard ;
- 27 juillet 1808 : colonel Noël-Georges Castellan ;
- 13 janvier 1819 : Jean François Emmanuel Colomb-d'Arcine
- 30 avril 1840 : colonel Phippe Rey.
- 1er décembre 1855 : colonel Jean Pellé.
- 1894-1898 : colonel Auguste Pelecier.
- 1903 : colonel Louis Franchet d'Espèrey.
- 1912 à 1914 : colonel Adolphe Joseph Charles Bourquin (né le 5/1/1858 à Rueil-Malmaison - Hauts-de-Seine, décédé le 5/5/1939).
- 2 août 1914 : colonel Bourquin
- 25 au 28 août 1914 : chef de bataillon Arnoulx de Pirey Gustave Marie remplaçant le colonel Bourquin parti lui-même remplacer le général Berge à la tête de la 27e Brigade
- 29 août 1914 : colonel Bourquin
- lieutenant-colonel Armbruster Jean Henri (né le 7/2/1864 à Paris 20e).
- chef de bataillon Zeltner Marie Victor Joseph (né le 21/8/1852 à Besançon - Doubs, décédé le 14/4/1919 à Besançon).
- 21 au 29 décembre 1914 : lieutenant-colonel Zeltner Marie Victor Joseph (nommé ensuite au 262e RI).
- 29 décembre 1914 au 12 janvier 1915 : lieutenant-colonel Graux Georges Marie (né le 6/2/1860 à Rennes - Ille-et-Vilaine, tué le 12/1/1915 à Crouy - Aisne, lors de l'éboulement d'une creute où était installé le PC du régiment, provoqué par un obus de 210 allemand).
- 12 au 28 janvier 1915 : commandant Poupinel Raymond Joseph Emile (né le 2/9/1879 à Joigny - Yonne, décédé le 23/10/1975 à Besançon - Doubs).
- 28 janvier au 14 mai 1915 : lieutenant-colonel François Maurice Auroux (venu du 204e RI, puis passé au Régiment de Tirailleurs du Maroc).
- 14 au 16 mai 1915 : chef de bataillon Devant Jules Auguste (né le 7/12/1864 à Chauny - Aisne, tué le 25/9/1915 lors de l'offensive de Champagne à Jonchery-sur-Suippe - Marne).
- 16 au 25 mai 1915 : lieutenant-colonel Laparra Adolphe Emile (né le 11/6/1861 à Douelle - Lot, tué à Tracy-le-Val - Aisne le 25/5/1915 d'un éclat d'obus à la tête alors qu'il était en mission dans le secteur de son précédent régiment).
- 25 mai au 9 juin 1915 : chef de bataillon Devant Jules Auguste.
- 9 juin au 29 septembre 1915 : lieutenant-colonel Mittelhausser Eugène Désiré Antoine (né le 7/8/1873 à Tourcoing - Nord, décédé le 19/12/1949 à Paris 5e).
- 29 septembre au 17 octobre 1915 : chef de bataillon Peyrotte Eugène (né le 30/10/1868 à Vincelles - Yonne - décédé le 9 septembre 1944 à AUXERRE - Yonne).
- 17 octobre 1915 au 11 novembre 1918 : lieutenant-colonel puis colonel Arnoulx de Pirey. Gustave Marie, (né le 21/4/1865 à Scey-Maisières - Doubs, décédé le 9/1/1952 à Pirey - Doubs).
- 1933-1934 : colonel Joseph Hassler (qui deviendra général de division)
- 1939 : lieutenant-colonel Deschard.
- 1966-1968 : colonel Colin.
- 1968-1970 : colonel Edmond Balladur.
- 1970-1972 : colonel Sirvant.
- 1972-1974 : colonel Roth Le Gentil.
- 1974-1976 : colonel Olé-Laprune.
- 1976-1978 : colonel Bénéfice.
- 1978 a 1980 : colonel Charzat.
- 1980 à 1982 : colonel Reveillon.
- 1982 à 1984 : colonel Deschamps.

## Historique des garnisons, combats et bataille du60eRI

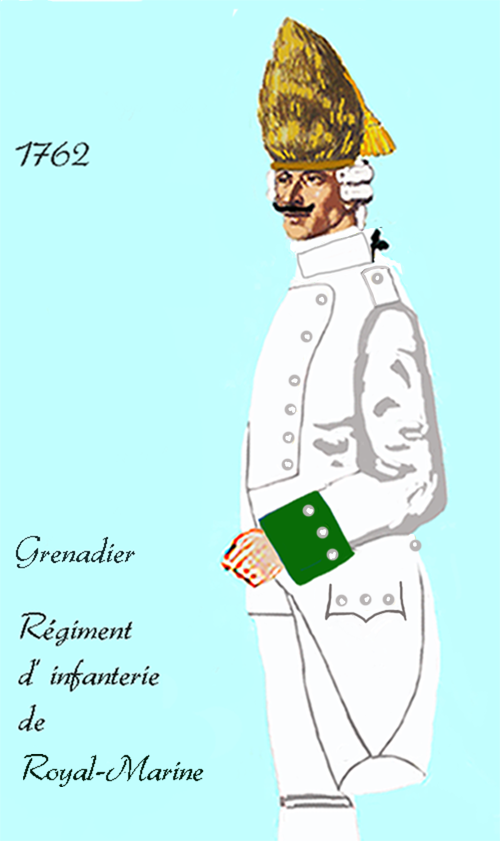
Uniforme du régiment de 1762 à 1776

Il est parmi de nombreux régiments de la Monarchie qui avaient pour mission de servir sur les bateaux et dans les colonies. Tous ces régiments ont été dotés en 1791 d'un numéro dans l'ordre de bataille de l'infanterie de ligne… alors qu'ils peuvent historiquement être considérés comme les « ancêtres » des régiments d'Infanterie de marine.
Ce sont:
- « La Marine », issu des « Compagnies ordinaires de la mer », créées en 1622 et devenu 11e régiment d'infanterie de ligne
- « Royal-Vaisseaux » qui date de 1638 et devenu 43e régiment d’infanterie de ligne
- « La Couronne » créé en 1643 et devenu 45e régiment d’infanterie de ligne
- « Royal-Marine » mis sur pied en 1669 et devenu 60e régiment d’infanterie de ligne
- « Amirauté » créé en 1669 ;
- « Cap » créé en 1766 et devenu 106e régiment d’infanterie de ligne
- « Pondichéry » créé en 1772 et devenu 107e régiment d’infanterie de ligne
- « Martinique et Guadeloupe » créé en 1772 et devenu 109e régiment d’infanterie de ligne
- « Port-au-Prince » créé en 1773 et devenu 110e régiment d’infanterie de ligne.

### Ancien Régime
1670 : Canaries
1672-1678 : Hollande
1684 : Luxembourg
1688-1697 : Guerre de la Ligue d'Augsbourg
1701-1713 : Guerre de Succession d'Espagne
1734 : Rhin
1740-1748 : Guerre de Succession d'Autriche
1756 : Minorque
1763 : Martinique

### Révolution française et Premier Empire

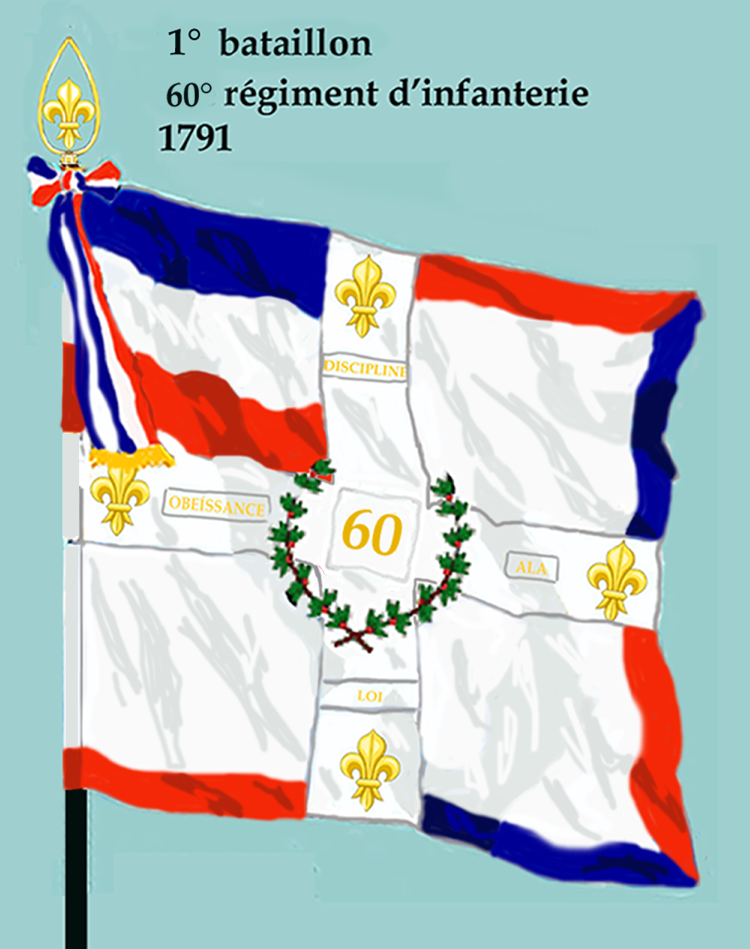
Drapeau du 1er bataillon du 60e régiment d'infanterie de ligne de 1791 à 1793
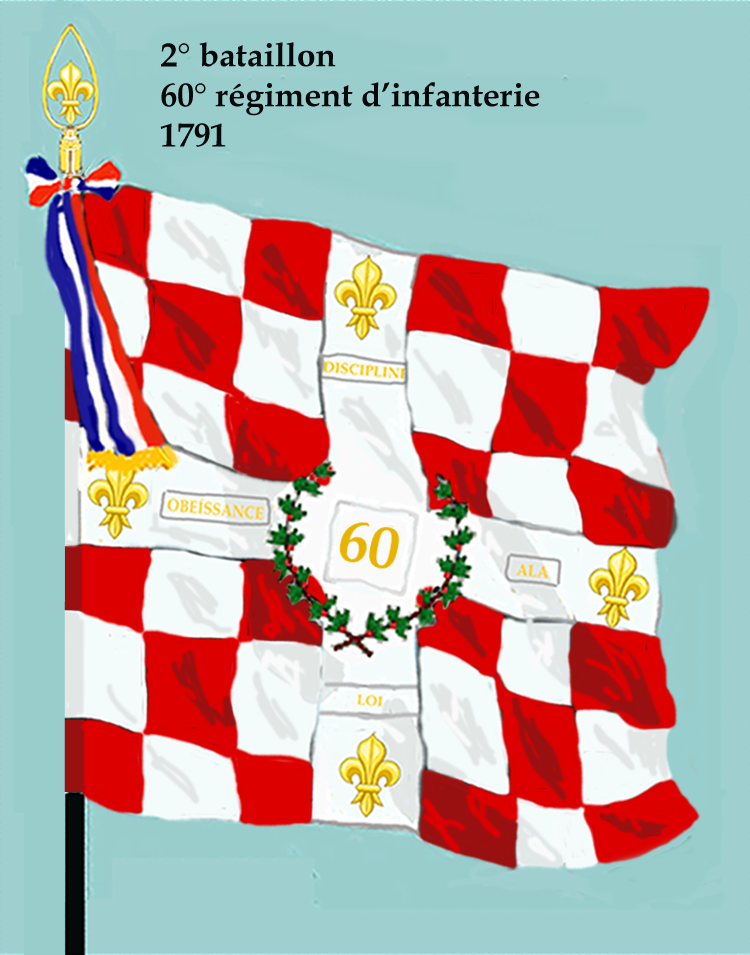
Drapeau du 2e bataillon du 60e régiment d'infanterie de ligne de 1791 à 1793

C'est en 1791 que la Révolution supprimant les noms des régiments lui attribua le numéro 60.
- 1791 :
- 1792 : Saint-Domingue
- 1793 : Durant la guerre de Vendée le régiment fait partie de la colonne des Sables-d'Olonne commandée par le général Boulard. Saint-Fulgent
  - Compagnie de grenadiers : Armée de Mayence, siège de Mayence, guerre de Vendée
- 1795 : Alpes
- 1796-1798 : Allemagne
- 1799 : Hollande
- 1800-1806 : Italie
- 1805 : Bataille de Caldiero
- 1809 : Campagne d'Allemagne et d'Autriche (1809)
- 1812-1813 : Guerre d'indépendance espagnole

### De 1815 à 1852
1823 : Espagne

### Second Empire
- 1852-1857 : Algérie
- Par décret du 2 mai 1859 le 60e régiment d'infanterie fourni 1 compagnie pour former le 101e régiment d'infanterie de ligne.
- 1870-1871 : Guerre franco-prussienne de 1870
  - 23 septembre : combat de Vany

### Première Guerre mondiale
Casernement : Besançon.

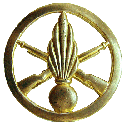
insigne de béret d'infanterie

Durant la guerre, il fera partie de la 27e brigade d'infanterie au côté du 44e régiment d'infanterie, à la 14e division d'infanterie (division des As), au 7e corps d'armée. Il y obtiendra sa fourragère aux couleurs du ruban de la médaille militaire.

#### 1914
- 7 août 1914 : bataille d'ALTKIRCH
- 19 août 1914 : Bataille de Mulhouse (1914)
- 29 août 1914 : Bataille d'Albert (1914), combats de la Somme : Proyart, Harbonnières, Frammerville
  - 6 au 13 septembre 1914 : Bataille de la Marne (1914) : combats à Acy-en-Multien, Bouillancy, Saint-Soupplets, La Ferme Nogeon (305 tués ou décédés de blessures, dont 8 officiers)
- 13 au 19 septembre 1914 : à la poursuite des régiments allemands de la 1re Armée de von Kluck
- 20 septembre 1914 : contre offensive allemande sur Autrêches aux lieux-dits Hautebraye, Massenancourt et Chevillecourt), Oise, (50 tués).
- 12 novembre 1914 : attaque de la ferme Saint-Victor et du bois de la Justice à Autrêches avec la 14e DI face aux allemands du 31.IR de Hambourg-Altona (IX. AK)

#### 1915
- 12 et 13 janvier 1915 : combats de Crouy et Cuffies.
- 31 juillet : dans l'Aisne (département).
- 25 septembre-6 octobre : seconde bataille de Champagne

#### 1916
- Durant la Première Guerre mondiale, durant la bataille de la Somme, le 15 septembre 1916, le village de Allaines (Somme) est repris par l'armée française, les pertes sont lourdes, le 60e régiment d'infanterie est anéanti et le 44e régiment d'infanterie perd 600 soldats[1].

#### 1917
"Remarquable régiment qui s'est toujours trouvé aux endroits où il y avait des risques à courir et de l'honneur à gagner." Général Nivelle, 1917.

#### 1918
Le 4 novembre 1918, le 60e régiment d’infanterie sous les ordres du colonel Arnoulx de Pirey, est cité à l'ordre de la 4e Armée, pour l'assaut de la Butte de Tahure, lors de l'offensive générale, du 26 septembre 1918.

### Seconde Guerre mondiale
En 1939, le 60e RI est sous les ordres du lieutenant colonel Deschard, il appartient à la 13e division d'infanterie. Région Militaire, Centre Mobilisateur d'infanterie ; réserve A RI type NE ; il est mis sur pied par le CMI 73 Besançon.
- 20 mai 1940 au 4 juin 1940 : le 60e RI sous les ordres du général Gustave Teisseire contribue au succès de l'Opération Dynamo.
- 1940 : « Attaqué par des forces cinq fois supérieures a résisté héroïquement en multipliant les actions d'éclat pendant 48 heures. » Citation 1940.
- 1944 : Libération 1944-1945

### De 1945 à nos jours
Recréé le 16 juin 1954 et intégré à la 11e division d’infanterie, il est dirigé dès le mois d'août 1954 sur la Tunisie où il forme, avec le II/28e RA, un détachement de la 178e compagnie de Transmissions de Besançon, et une antenne médicale le Groupement Mobile 211. Il combat dans le nord de la Tunisie, puis passe en Algérie. Il quitte sa division pour intégrer la 2e DIM. Il sert dans le Constantinois jusqu'en 1962.
À cette époque a compagnie de commandement est à Laverdure, son secteur postal est SP 88623. Le commandant de la compagnie de commandement est le capitaine Bordier. Le troisième bataillon (III/60 RI) est cantonné à Villars aux ordres du Chef de bataillon Georges Roidot. Son secteur postal est SP 88578 .
Au cessez-le-feu du 19 mars 1962 en Algérie, le 60°RI constitue comme 91 autres régiments, les 114 unités de la Force Locale. Le I/60 RI et le III/60 RI forment deux unités de la Force locale de l'ordre Algérienne, la 404 UFL-UFO et la 408°UFL-UFO, composés de 10 % de militaires métropolitains et de 90 % de militaires musulmans à Randon et à Laverdure, qui pendant la période transitoire devaient être au service de l'exécutif provisoire algérien, jusqu'à l'indépendance de l'Algérie. (Accords d'Evian du 18 mars 1962).
IL sera dissous ensuite.
Il est organisé en :
- Compagnie de commandement, d'appui et des services.
- 9e compagnie.
- 10e compagnie.
- 11e compagnie.
- 12e compagnie.

L'as de cœur, alias le 60e RI était basé à Lons-le-Saunier.
Divisé en deux quartiers, une partie était basée dans le centre-ville à la caserne Michel, les autres services à la caserne Bouffez à Lons-le-Saunier.
Le régiment a été dissous en juillet 1984 en tant que régiment d'active et devient régiment de réserve. Son drapeau est déposé au camp du Valdahon.
Dans le cadre de la refondation de l'armée de terre, les régiments de réserve sont dissous. Chaque régiment professionnalisé doit par contre mettre sur pied une unité de réserve de régiment professionnalisé (URRP ou IUR) constituée uniquement de réservistes.
Les cadres qui ont formé la 5e Compagnie du 35e régiment d'infanterie et la 5e Batterie du 1er Régiment d'Artillerie sont issus du 60e RI .
Actuellement, son drapeau se trouve dans la salle d'Honneur du 35e RI à Belfort.
Sa devise est la devise de la 5e Cie du 35e RI.

## Insigne du60erégimentd'infanterie

### Héraldique
Ecu timbré de la couronne royale, d'or à une carte as de cœur au naturel brochant sur deux ancres posées en sautoir soutenu d'un croissant montant sommé des signes 60e RI. Les ancres de marine rappellent que le régiment était appelé le « Royal Marine » lors de sa création par le roi Louis XIV. L'as rappelle qu'ils étaient quatre lors de la création de la 14e division d’infanterie : l'as de cœur (60e RI - Besançon), l'as de trèfle (35e RI - Belfort), l'as de pique (44e RI, régiment de réserve administré par le 35e RI) et de carreau (42e RI, régiment de réserve administré par le 60e RI)

## Devise du60erégimentd'infanterie
Ma peau peut être, mon sourire, jamais

## Refrain
« Quand le 60 marche et chante, les ennemis ne l'attendent pas. »

## Drapeau du régiment

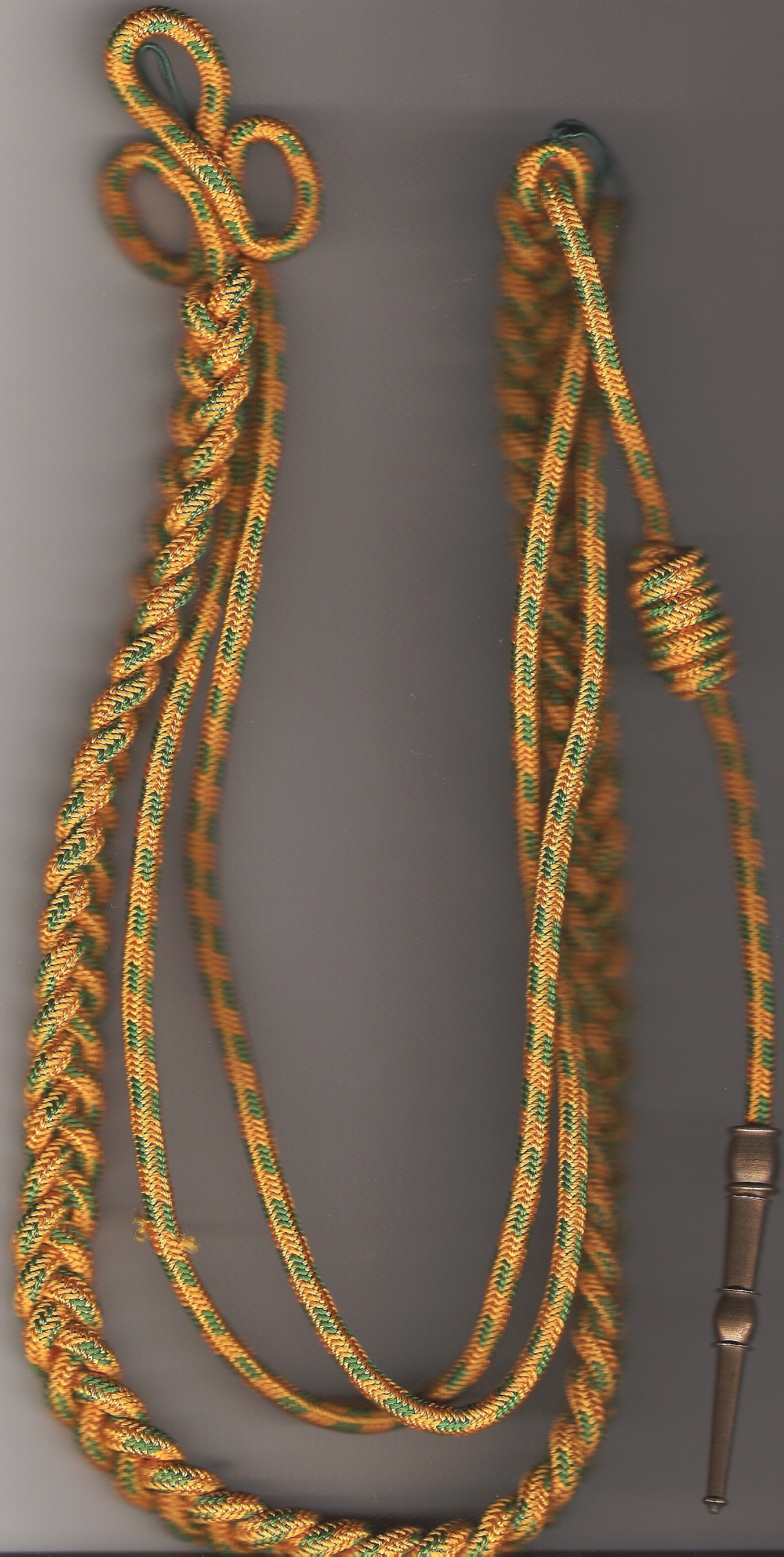
fourragère aux couleurs du ruban de la médaille militaire

Il porte, cousues en lettres d'or dans ses plis, les inscriptions suivantes, :
- Marengo 1800
- Wagram 1809
- Valence 1812
- Kabylie 1857
- l'Ourcq 1914
- Champagne 1914-Champagne 1918
- Verdun 1916-1917
- L'Aisne 1917-1918
- AFN 1952-1962

Sa cravate est décorée de la croix de guerre 1914-1918 avec quatre palmes. Et de la croix de guerre 1939-1945 avec une palme.
Il a le droit au port de la Fourragère aux couleurs du ruban de la médaille militaire décernée le 4 novembre 1918.

## Personnes notoires ayant servi au60eRI
- Lucien Bersot (1881-1915), fusillé pour l'exemple en 1915 (affaire dite du « Pantalon rouge »)
- Jean Bulle (1913-1944)
- Michel Colucci (1944-1986), dit Coluche
- Louis Finet (1897-1976), résistant français, compagnon de la Libération
- Charles Flory (1890-1981)
- Marius Guédin (1908-1993)
- René Iché (1897-1954), sculpteur français du XXe siècle
- Raoul Magrin-Vernerey (1892-1964), dit Ralph Monclar, compagnon de la Libération
- Paul Maistre (1858-1922), général de division
- Rémond Monclar (1894-1972), cousin du précédent, compagnon de la Libération
- Joseph Vacher (1869-1898)
- Jean Valbert (1912-1994), résistant français, écrivain
- Hubert Vautrin (1764-1836) alors lieutenant

## Télévision
- Le Pantalon ; le téléfilm le Pantalon retrace la vie du soldat Lucien Bersot et d'un pantalon au sein du 60e régiment. L'acteur Bernard-Pierre Donnadieu interprète le Colonel Auroux.